# Wolonkoto
Wolonkoto è un dipartimento del Burkina Faso classificato come comune, situato nella Provincia  di Léraba, facente parte della Regione delle Cascate.
Il dipartimento si compone del capoluogo e del solo villaggio di Malon.